# António Mendes Caldeira
António Mendes Caldeira (século XVI) foi um escritor português.
É o autor do "Livro da Milícia", escrito cerca de 1590, sobre as fortificações da barra do rio Tejo. Escrita no contexto da Dinastia Filipina, nela se indica como a cidade de Lisboa se podia defender de toda a armada e exército inimigos.